# Grande Erg Orientale
Il Grande Erg orientale (in arabo العرق الشرقي الكبير‎?) rappresenta la parte centrale del deserto del Sahara e la sua superficie, doppia rispetto al Grande Erg occidentale, è occupata per più del 70% da un immenso mare di sabbia. Il deserto si trova a est dell'Erg occidentale dal quale è separato da un altopiano pietroso lungo quasi 100 km. A nord-est è delimitato dai monti degli Ksour in territorio tunisino, a sud dall'altopiano del Tademaït, infine a sud-est dall'altopiano del Tinrhert.
La morfologia dominante in questa parte di deserto sahariano, le cui condizioni climatiche sono davvero estreme, è caratterizzata dalle dune di sabbia. Il regime e la tipologia dei venti che interessano l'intera regione sono particolarmente vari e complessi: gli alisei soffiano in direzione nord-est, durante l'intera estate, mentre in altri periodi spirano venti ciclonici con direzione sud-ovest e nord-ovest. Localmente si formano anche violente correnti ascensionali di aria calda e venti instabili che si concentrano proprio nella zona delle dune e dei rilievi montuosi che le circondano. Sono stati i venti ad accumulare il materiale sabbioso in forma di cordoni di dune. Lo studioso di morfologia desertica Wilson affermò che il mare di dune del Grande Erg orientale deriva dalla deflazione dei materiali alluvionali che circondano l'intera regione. In base ai suoi rilevamenti l'afflusso di sabbia, dall'esterno, raggiunge i 6 milioni di tonnellate all'anno. Calcolando l'altezza media delle dune di circa 117 m e una larghezza di circa 26 m e valutando l'afflusso annuo, si calcola che il deserto algerino stia accumulando sabbia e polveri da almeno 1.350.000 anni. Questa enorme massa è in continuo movimento in una direzione con leggera tendenza a un'orientazione est-ovest, soprattutto nella zona orientale più ricca di sabbia. L'altezza delle dune aumenta ai margini e al confine con l'altopiano del Tinrhert, verso le regioni più interne, il dislivello può superare i 150 m. Nelle zone più esterne, invece, a causa della turbolenza dei venti, si formano spettacolari dune a stella, più ravvicinate e di dimensioni minori rispetto alle grandi dune a mezzaluna. Il loro diametro varia fra 0,7 km e 1,7 km, mentre la distanza fra due creste successive non è costante: al margine settentrionale è compresa fra gli 0,8 e i 6,7 km, mentre a sud è fra 1,5 e 3,1 km.
Rare tracce di vegetazione si concentrano nelle piccole oasi alla periferia del deserto; fra le più importanti El Oued al limite nord, dalle particolari architetture a cupola. L'acqua che raggiunge la superficie nelle oasi proviene da abbondanti riserve del sottosuolo; l'umidità permette la crescita delle palme da dattero posizionate sulle alture, in cerchio, attorno alle depressioni che raccolgono l'acqua: in questo modo si protegge la sorgente dalla sabbia.